# Liste der Monuments historiques in Velles (Haute-Marne)
Die Liste der Monuments historiques in Velles führt die Monuments historiques in der französischen Gemeinde Velles auf.

## Liste der Objekte
| Bezeichnung | Beschreibung                                                                                        | Standort                       | Kennzeichnung | Schutzstatus | Datum | Bild |
| ----------- | --------------------------------------------------------------------------------------------------- | ------------------------------ | ------------- | ------------ | ----- | ---- |
| Hauptaltar  | Retabel und zwei Skulpturen; Holz, farbig gefasst und vergoldet, zweite Hälfte des 18. Jahrhunderts | in der Kirche St-Martin (Lage) | PM52001429    | Classé       | 2000  |      |